# Список епізодів телесеріалу «Вілфред»
«Вілфред» — американський телесеріал про молоду людину Раяна і про сусідського собаку Вілфреда. Дженна, сусідка Раяна, просить доглянути за своїм собакою. Для Раяна Вілфред виглядає як чоловік у костюмі собаки, хоча для решти Вілфред виглядає як звичайний пес.

## Сезони
| Сезон | Сезон | Епізоди | Дата виходу     | Дата виходу     | Дата виходу на DVD та Blu-ray | Дата виходу на DVD та Blu-ray | Дата виходу на DVD та Blu-ray |
| Сезон | Сезон | Епізоди | Прем'єра сезону | Фінал сезону    | Регіон 1                      | Регіон 2                      | Регіон 4                      |
| ----- | ----- | ------- | --------------- | --------------- | ----------------------------- | ----------------------------- | ----------------------------- |
|       | 1     | 13      | 23 червня 2011  | 8 вересня 2011  | 19 червня 2012                | 20 серпня 2012                | 18 липня 2012                 |
|       | 2     | 13      | 21 червня 2012  | 20 вересня 2012 | Н/Д                           | Н/Д                           | Н/Д                           |
|       | 3     | 13      | 20 червня 2013  |                 | Н/Д                           | Н/Д                           | Н/Д                           |

## Список епізодів

### Сезон 1 (2011)
| №  | #  | Назва                     | Режисер           | Сценарій                       | Дата прем'єри  | Код серії | К-сть глядачів в США (млн) |
| -- | -- | ------------------------- | ----------------- | ------------------------------ | -------------- | --------- | -------------------------- |
| 1  | 1  | «Happiness» «Щастя»       | Ренделл Айнхорн   | Девід Цукерман                 | 23 червня 2011 | XWL01001  | 2.55                       |
| 2  | 2  | «Trust» «Довіра»          | Ренделл Айнхорн   | Девід Цукерман                 | 30 червня 2011 | XWL01002  | 2.04                       |
| 3  | 3  | «Fear» «Страх»            | Ренделл Айнхорн   | Ерік Вейнберг                  | 7 липня 2011   | XWL01003  | 1.52                       |
| 4  | 4  | «Acceptance» «Прийняття»  | Ренделл Айнхорн   | Джейсон Генн                   | 14 липня 2011  | XWL01004  | 1.56                       |
| 5  | 5  | «Respect» «Повага»        | Ренделл Айнхорн   | Майкл Глуберман                | 21 липня 2011  | XWL01005  | 1.44                       |
| 6  | 6  | «Conscience» «Совість»    | Ренделл Айнхорн   | Девід Бальди                   | 28 липня 2011  | XWL01006  | 1.74                       |
| 7  | 7  | «Pride» «Гордість»        | Ренделл Айнхорн   | Джейсон Генн                   | 4 серпня 2011  | XWL01007  | 1.40                       |
| 8  | 8  | «Anger» «Гнів»            | Віктор Неллі-мол. | Сіверт Глерум та Майкл Джамін  | 11 серпня 2011 | XWL01008  | 1.23                       |
| 9  | 9  | «Compassion» «Співчуття»  | Віктор Неллі-мол. | Патрісія Брін                  | 18 серпня 2011 | XWL01009  | 1.18                       |
| 10 | 10 | «Isolation» «Усамітнення» | Віктор Неллі-мол. | Стів Балдікоскі та Браян Бехар | 18 серпня 2011 | XWL01010  | 1.04                       |
| 11 | 11 | «Doubt» «Сумнів»          | Ренделл Айнхорн   | Рід Егн'ю та Елі Хорн          | 25 серпня 2011 | XWL01011  | 1.21                       |
| 12 | 12 | «Sacrifice» «Жертва»      | Ренделл Айнхорн   | Сіверт Глерум та Майкл Джамін  | 1 вересня 2011 | XWL01012  | 1.32                       |
| 13 | 13 | «Identity» «Особистість»  | Ренделл Айнхорн   | Девід Цукерман                 | 8 вересня 2011 | XWL01013  | 0.90                       |

### Сезон 2 (2012)
| №  | #  | Назва                     | Режисер         | Сценарій                           | Дата прем'єри   | Код серії | К-сть глядачів в США (млн) |
| -- | -- | ------------------------- | --------------- | ---------------------------------- | --------------- | --------- | -------------------------- |
| 14 | 1  | «Progress» «Прогрес»      | Ренделл Айнхорн | Девід Цукерман                     | 21 червня 2012  | XWL02001  | 0.96                       |
| 15 | 2  | «Letting Go» «Відпустити» | Ренделл Айнхорн | Рід Егн'ю та Елі Хорн              | 28 червня 2012  | XWL02002  | 2.53                       |
| 16 | 3  | «Dignity» «Гідність»      | Ренделл Айнхорн | Коуді Хеллер та Бретт Коннер       | 5 липня 2012    | XWL02003  | 1.45                       |
| 17 | 4  | «Guilt» «Провина»         | Ренделл Айнхорн | Стів Томпкінс                      | 12 липня 2012   | XWL02004  | 1.35                       |
| 18 | 5  | «Now» «Зараз»             | Ренделл Айнхорн | Девід Болді                        | 19 липня 2012   | XWL02005  | 1.34                       |
| 19 | 6  | «Control» «Контроль»      | Ренделл Айнхорн | Скотт Прендергаст                  | 26 липня 2012   | XWL02006  | 1.28                       |
| 20 | 7  | «Avoidance» «Уникання»    | Ренделл Айнхорн | Джейсон Ганн                       | 2 серпня 2012   | XWL02007  | 0.83                       |
| 21 | 8  | «Truth» «Правда»          | Ренделл Айнхорн | Девід Цукерман                     | 9 серпня 2012   | XWL02008  | 0.95                       |
| 22 | 9  | «Service» «Послуга»       | Ренделл Айнхорн | Рід Егн'ю та Елі Хорн              | 16 серпня 2012  | XWL02009  | 1.05                       |
| 23 | 10 | «Honesty» «Чесність»      | Ренделл Айнхорн | Джейсон Ганн                       | 23 серпня 2012  | XWL02010  | 0.83                       |
| 24 | 11 | «Questions» «Запитання»   | Ренделл Айнхорн | Коуді Хеллер та Бретт Коннер       | 30 серпня 2012  | XWL02011  | 0.72                       |
| 25 | 12 | «Resentment» «Обурення»   | Ренделл Айнхорн | Девід Болді                        | 13 вересня 2012 | XWL02012  | 0.64                       |
| 26 | 13 | «Secrets» «Секрети»       | Ренделл Айнхорн | Девід Цукерман та Скот Прендергаст | 20 вересня 2012 | XWL02013  | 0.54                       |

### Сезон 3 (2013)
31 жовтня 2012 серіал Вілфред було продовжено на третій сезон, який складатиметься з 13 епізодів. Рід Агн'ю та Елі Хорн були призначені виконавчими продюсерами та шоуранерами серіалу. Творець Девід Цукерман залишатиметься на посаді виконавчого продюсера .